# Constantí Pàvlovitx de Rússia

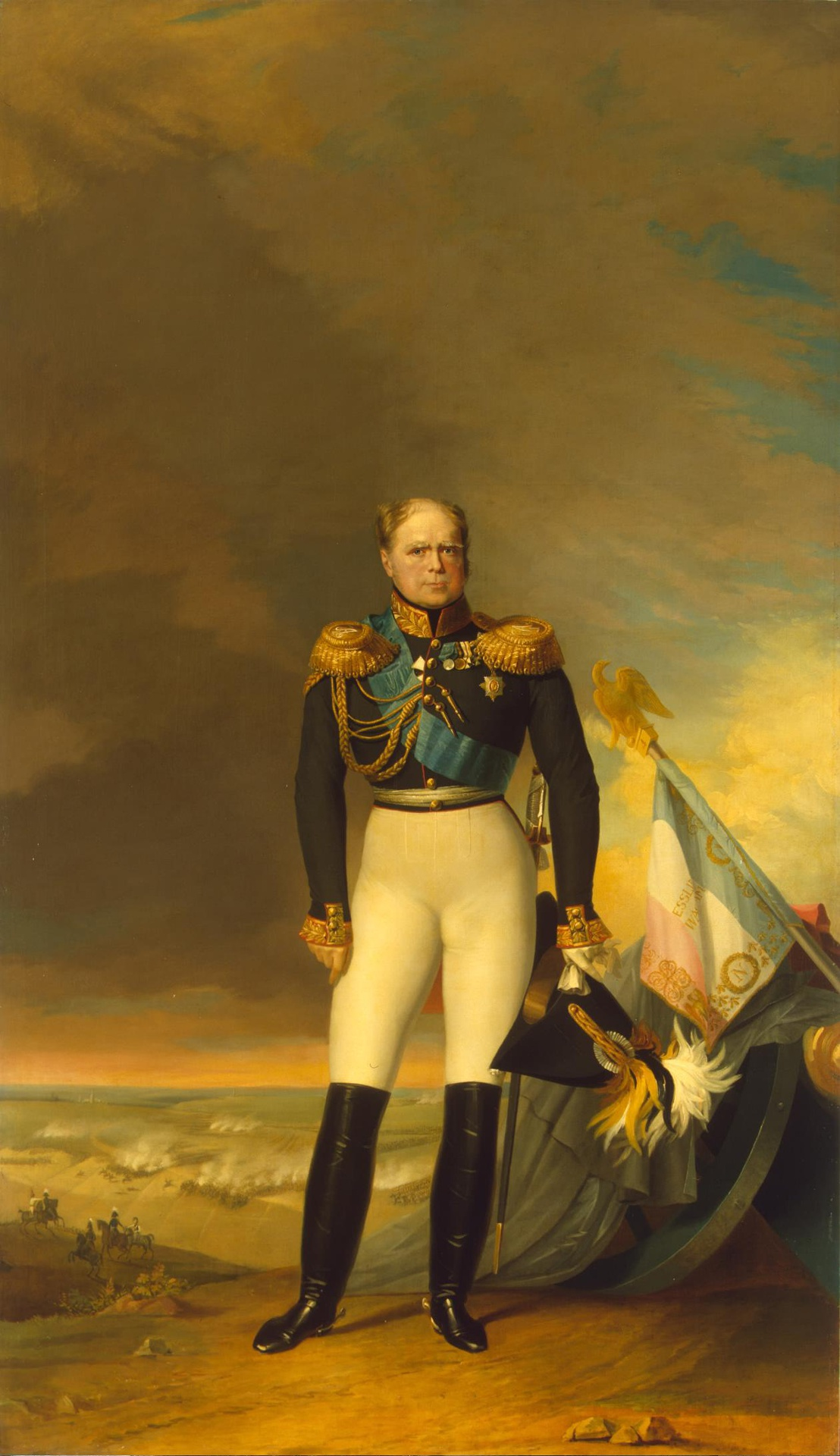
El gran duc Constantí Pàvlovitx de Rússia.

Constantí Pàvlovitx Romànov (Tsàrskoie Seló 1779 - Vítsiebsk Polònia 1831). Gran duc de Rússia i tsarévitx de Rússia. Membre de la casa imperial dels Romànov de Rússia fou intensament preparat per la seva àvia per esdevenir emperador d'un hipotètic i resucitat Imperi Romà d'Orient.

## Naixement i Família
Nascut el 8 de maig de 1779 al Palau de Caterina de Tsàrskoie Seló era fill del tsar Pau I de Rússia i de la princesa Sofia de Württemberg, essent net del tsar Pere III de Rússia i de la tsarina Caterina II de Rússia per part de pare, mentre que per part de mare ho era del duc Frederic II Eugeni de Württemberg i de la marcgravina Frederica de Brandenburg-Schwedt.
L'educació del gran duc Constantí, igual que la del seu germà el tsar Alexandre I de Rússia recaigué exclusivament en mans de la tsarina Caterina II de Rússia. Amb els dos nois tingué especial cura de l'educació, tant física com intel·lectual, que reberen. Malgrat que la vigilància era estreta confià de forma important amb un dels seus amants, el comte Nikolai Ivànovitx Saltikov que descuidà per complet la tasca transferint-la al seu torn a un nou tutor i únicament intervenia en casos excepcionals.

## Casament i família
Igual que el seu germà, la tsarina disposà que el gran duc es casés a l'edat de disset anys, quan encara era un jove immadur. L'elecció recaigué en la princesa Juliana de Saxònia-Coburg Saafeld filla del duc Frederic Francesc de Saxònia-Coburg Saafeld i de la comtessa Augusta Reuss zu Ebersdorf und Lobenstein, era tia de la reina Victòria I del Regne Unit. La parella fou extremadament infeliç i ja l'any 1799 se separaren. Juliana retornà a Coburg i malgrat els posteriors intents de Constantí de fer-la retornar a Rússia aquests no fructificaren.
Posteriorment l'any 1820 es tornà a casar, aquesta vegada de forma morganàtica amb una princesa de l'aristocràcia polonesa la qual cosa provocà la seva renúncia forçosa al tron de Rússia i a qualsevol demanda dels seus descendents. La princesa era Johanna Grudna-Grudczinska creada per l'ocasió Princesa Lowiczka amb grau d'altesa sereníssima.

## Campanyes napoleòniques
Després del primer fracàs matrimonial de l'any 1799 tingué lloc la primera campanya militar de Constantí sota les ordres del general Suvorov. La batalla de Bassignano fou perduda per les tropes de Constantí però la heroicicitat de Constantí feren que el seu pare, el tsar Pau I de Rússia, li atorgués el títol de tsarevitx que les lleis dinàstiques russes reservaven exclusivament a l'hereu del tron.
Malgrat aquesta designació, Constantí mai aconseguí assegurar-se el tron de Rússia i després de la mort del seu pare ell donà pas a una vida salvatge i desordenada d'un solter sense compromisos. S'abstingué d'entrar en política, però va romandre fidel a les seves inclinacions militaristes sense manifestar cap altra preferència política que no fos la del camp de batalla. L'any 1805 retornaren les campanyes contra Napoleó, batalles que culminaren amb la d'Austerlitz de 1807 on ni la bona sort ni la seva experiència militar li jugaren a favor.
Tot i així, després de la Pau de Tilsit ell va esdevenir una gran admirador del gran cors i un defensor de l'aliança russofrancesa. Les idees d'aliar-se amb França no s'esvaïren ni després de l'ocupació francesa de Moscou. Igual que el general Kutuzov s'oposà a una guerra contra França que acabés amb l'arribada de tropes russes a sòl francès.

## Governador general de Polònia
Si fins després de les guerres napoleòniques el rol jugat pel gran duc Constantí fou escàs, per no dir inexistent. A partir de 1815 les coses canviaren, el seu germà l'anomenà virrei de Polònia danvant del Congrés Reial. La missió de Constantí era la de dominar i militaritzà la sempre indomable Polònia. A la Polònia del Congrés creada per Alexandre I ell rebé el lloc de comandant general de les forces del regne càrrec al qual s'hi afegí el de comandant de les tropes de Lituània el 1819 d'aquelles províncies russes que en determinat moment històric havien pertangut a Polònia.
Des de Varsòvia acabà lluitant pel respecte als drets del poble polonès i s'acabà identificant més amb els mateixos polonesos que no pas amb els rusos, especialment després del seu casament amb una aristòcrata polonesa l'any 1820. L'any 1822 renuncià totalment a qualsevol dret de successió per ell i els seus descendents sobre el tron rus.
Malgrat tot, els seus esforços per estabilitzar el país i eliminar els moviments separatistes alhora que aniquil·là l'oposició liberal propiciaren importants revoltes al país i un descontantament parlamentari per la desobediència del gran duc a la constitució del país.
En aquest context morí l'any 1825 el tsar Alexandre I de Rússia i el seu germà el gran duc Nicolau I de Rússia arribà al poder. Començaren a aparèixer importants divisions d'opinió entre les formes de fer de Nicolau i les de Constantí. La política meridional del tsar de prosseguir la lluita contra l'Imperi Otomà i la negativa de Constantí de què hi participessin soldats polonesos refredaren definitivament la relació entre els dos germans.
La revolta polonesa de 1830 agafà per sorpresa a Constantí a Varsòvia. Mort l'any 1831 a Vítsiebsk de còlera no arribà a veure com els seus soldats aconseguien dominar una situació força complicada i retornà la calma momentània a Polònia.